# Parundinella spinodenticula
Parundinella spinodenticula är en kräftdjursart som beskrevs av Fleminger 1957. Parundinella spinodenticula ingår i släktet Parundinella och familjen Tharybidae. Inga underarter finns listade i Catalogue of Life.